# Альфос-де-Торо
Альфос-де-Торо (исп. Alfoz de Toro)  — район (комарка) в Испании, входит в провинцию Самора в составе автономного сообщества Кастилия и Леон.

## Муниципалитеты
1. Абесамес
2. Фресно-де-ла-Рибера
3. Фуэнтесекас
4. Матилья-ла-Сека
5. Моралес-де-Торо
6. Пелеагонсало
7. Пинилья-де-Торо
8. Посоантигуо
9. Тагарабуэна
10. Торо (Самора)
11. Вальдефинхас
12. Весдемарбан
13. Вильялонсо
14. Вильярдондьего
15. Вильявендимио